# Nina Malinovski
Nina Malinovski, född 28 juli 1951 i Aarhus, är en dansk dramatiker, översättare och poet. Hon är dotter till författaren Ivan Malinowski. (De stavar namnen olika.)
Malinovski växte upp på Nørrebro i Köpenhamn. Istället för att genomföra en gymnasieutbildning arbetade hon i tre år på Kofoeds Skole. Hon har även arbetat som trädgårdsmästare, bagare, hemhjälp, modell på Kunstakademiet och statist på Det Kongelige Teater. Hon blev färdigutbildad förskolepedagog 1974 och arbetade som förskollärare i några år. Efter att ha läst Edith Södergrans dikter började hon själv att skriva och gav ut sin första diktsamling, Fri tid, 1981. Sedan dess har hon nästan årligen mottagit stipendier från Statens Kunstfond. Efter ytterligare två diktsamlingar debuterade hon som manusförfattare till TV-filmen Linegang 1986. Hon genomgick därefter Filmskolens manuskriptlinje (1988-1989). Hon skrev därefter hörspelet Natten til Lørdag (1989), skådespelet Ellevild (1990), spelfilmen Johny er ligeglad (1994) och TV-filmen Den Sommer ved Havet (1994). Hon har även skrivit librettona Dronningen af Blåtårn (1998), Simsalabad (2005) och Concerning Cassandra (2009).

## Priser och utmärkelser
- Emma Bærentzens Legat 1982
- Martin Jensen og hustru Manja Jensens legat 1985
- Leck Fischers Legat 1987
- Fredslegatet 1989
- Drassows Legat 1989
- Emma Gads Legat 1989
- Morten Nielsens Mindelegat 1990
- Anne Marie Telmanyi, født Carl-Nielsen's Fond 2003